# Crkva sv. Ivana Krstitelja u Ramljanima
Crkva sv. Ivana Krstitelja, crkva u Ramljanama, općina Muć, zaštićeno kulturno dobro

## Opis dobra
Crkva sv. Ivana Krstitelja u Ramljanima podignuta je od kamena slaganog u pravilne redove 1726. godine. Jednobrodna je pravilno orijentirana građevina s pravokutnom apsidom i zvonikom prislonjenim po sredini pročelja. Zvonik je u prizemlju raščlanjen lučnim otvorom pod kojim je ulaz u crkvu, a raščlanjen je biforama na trećem katu pokrivenom piramidalnim završetkom. Na prvom katu je reljef u obliku svitka s upisanom 1788.g. Krov crkve je dvostrešan pokriven kupom kanalicom, a krov apside izveden je na tri vode s istim pokrovom. Crkva je doživjela nekoliko pregradnji, prve već u 18. stoljeću, a posljednje početkom 20.st., ali je zadržala barokne karakteristike.

## Zaštita
Pod oznakom Z-5164 zavedena je kao nepokretno kulturno dobro - pojedinačno, pravna statusa zaštićena kulturnog dobra, klasificirano kao "sakralna graditeljska baština".